# The One (canción de Shakira)
«The One» —en español: «El único»— es una balada rock escrita por la cantautora colombiana Shakira perteneciente a su álbum en inglés llamado Laundry Service (2001). La canción fue producida por Shakira, y fue lanzada como quinto sencillo del álbum en 2003. Se editó en distintos países europeos, pero no en los Estados Unidos. Su compañía discográfica Epic, quiso lanzar la canción en este país, pero debido al relativo poco éxito de su anterior corte Objection (Tango) y a que la canción no mostraba en sí todo lo que Shakira podía dar, Epic desistió del plan. Sin embargo, estuvo disponible en el conteo TRL de la cadena MTV, donde llegó a la posición #3 y está entre las favoritas de sus fanáticos. La promoción de esta canción fue nula, y sólo fue interpretada en vivo en el Tour de la Mangosta

## Video musical
El video de la canción de The One fue Grabado en formato de cine en la zona arteco de Miami, tiene un diagrama muy básico. Shakira está caminando a través de una ciudad, en donde ella ve a toda la gente con sus respectivas parejas abrazándose y amándose, mientras que ella está sola. Ella camina a través de la lluvia, esperando el hallazgo de alguien que la amará por siempre. El video no se encontraba en la cuenta oficial de Shakira en YouTube desde hace varios años, sin embargo el 22 de junio de 2020 fue resubido en calidad 1080p.

## Posicionamiento en las listas
| Alemania      | Media Control Charts                          | 29 |
| Australia     | Australian Recording Industry Association     | 16 |
| Austria       | Ö3 Austria Top 40                             | 21 |
| Bélgica       | Ultratop 50 Flandes                           | 19 |
| Bélgica       | Ultratop 40 Valonia                           | 21 |
| Colombia      | Colombia Top 100                              | 9  |
| Dinamarca     | Tracklisten                                   | 20 |
| Europa        | European Hot 100                              | 41 |
| Finlandia     | Mitä hittiä                                   | 13 |
| Francia       | Syndicat National de l'Édition Phonographique | 15 |
| Grecia        | IFPI Greece                                   | 1  |
| Hungría       | Magyar Hanglemezkiadók Szövetsége             | 9  |
| Irlanda       | Irish Singles Chart                           | 19 |
| Italia        | Federación de la Industria Musical Italiana   | 20 |
| Letonia       | Latvian Top 50 Airplay                        | 8  |
| Lituania      | Lithuanian Airplay Chart                      | 1  |
| Noruega       | VG-lista                                      | 18 |
| Nueva Zelanda | Recording Industry Association of New Zealand | 27 |
| Países Bajos  | Mega Singles Chart                            | 21 |
| Polonia       | Top Varsovia                                  | 7  |
| Portugal      | Megatop 100                                   | 16 |
| Reino Unido   | UK Singles Chart                              | 27 |
| Rumania       | Rumanía Top 100                               | 1  |
| Rusia         | Moscow Airplay Chart                          | 22 |
| Suecia        | Sverigetopplistan                             | 11 |
| Suiza         | Swiss Music Charts                            | 12 |